# أحمد أبو حاقة
أحمد أبو حاقة (1929 - 2011) مفكر وكاتب وأكاديمي لبناني، له العديد من المؤلفات والكتابات والمعاجم في النقد والأدب فضًلا عن الكتب المدرسية.

## سيرة
ولد أحمد أبو حاقة في بلدة بعاصير (إقليم الخروب - الشوف) في لبنان العام 1929، بدأ تحصيله العلمي في مدرسة بلدته، إلى أن انتقل سنة 1945، إلى العاصمة بيروت، ليلتحق فيها بمدرسة حَوْض الولاية الرسمية التي تخرّج فيها حاملاً شهادة الدِّراسة المتوسِّطة (البريفيه) سنة 1948. ثم التحق بدار المعلّمين والمعلمات التي تخرَّج فيها سنة 1950 برتبة مدرِّس؛ وكان خلال هذه المرحلة قد حاز «شهادة البَكالوريا- القسم الأول»، بالدّارسة على نفسه؛ ثمَّ نال، بعد ذلكَ، شهادة «البكالوريا القسم الثَّاني- فلسفة» سنة 1950. نال الإجازة التعليمية في اللغة العربية وآدابها من دار المعلمين العليا في الجامعة اللبنانية (1954). وحاز شهادةَ الدكتوراه في اللغة العربية وآدابها في الجامعة اللبنانية في سنة 1972، ثم شهادة دكتوراه دولة في اللغة العربية وآدابِها من الجامعة اليسوعية سنة 1978.
شغل أبو حاقة العديد من المناصب منها: رئيسِ قسم اللغة العربية وآدابِها في كلية التربية في الجامعة اللَّبنانية (الفرع الأول) مِن 1967 إلى 1979، وعُيِّن عميداً بالنيابة لكلية التربية من 1976 إلى 1978، ومديرا للفرع الأول من كلية الآداب والعلوم الإنسانية من 1981 إلى 1988، كما رأس قسم اللغة العربية وآدابها في ذلك الفرع.

## مؤلفاته
قدم أبو حاقة العديد من المؤلفات في النقد والأدب فضلا عن الكتب المدرسية، منها:
- الشعر الملحمي ومظاهره في الأدب العربي، دار الشرق الجديد، بيروت 1960 (طبع عدة طبعات)
- أبو فراس الحمداني، دار الشرق الجديد، 1959 (عدة طبعات)[8]

- فن المديح وتطوره في الشعر العربي، دار الشرق الجديد، بيروت 1961 (عدة طبعات)[9][10]

- المفيد في الأدب العربي، دار العلم للملايين، الجزء الأول 1964، والجزء الثاني 1965، بالاشتراك مع عدد من الأساتذة والباحثين. (صدرت الطبعة العشرون منه سنة 1996)[11]

- الالتزام في الشعر العربى، دار العلم للملايين، بيروت 1979.[12][13]
- البلاغة والتحليل الأدبي، دار المنار، بيروت من 1972 إلى 1982. ثم طبعته دار العلم للملايين في سنة 1983، عدة طبعات متوالية.[14]
- الوسيط في قواعد اللغة العربية، الجزء الأول، صدر عن دار الكتاب اللبناني 1972، والجزء الثاني 1983.
- معجم النفائس الوسيط، دار النفائس، بيروت 2007[15][16] وطبع طبعة ثانية سنة 2011م.[17]

وله كتب مخطوطة لم يتسن له طبعها.

## وفاته
شُيِّع جثمان أبو حاقة إلى مثواه الأخير في بلدته بعاصير يوم الاثنين 18 نيسان (أبريل) 2011.

## روابط خارجية
- الدكتور أحمد أبو حاقَّة (1929-2011) أستاذ جيل ومنارة علم وإشراقة ثقافة (في الذكرى العشرين لوفاته)